# Ring Dagsson
Ring (Hring) Dagsson es el nombre de varios caudillos vikingos que aparecen en diversas sagas nórdicas.

## Ringerike
Ring Dagsson (n. 844) fue un caudillo vikingo, rey de Ringerike, Noruega en el siglo IX. Su hija Åshild, casó con Harald I.

## Hedmark
Ring Dagsson Gabarin (n. 964) y su hermano Rørek Dagsson gobernaba en diarquía Hedmark, ambos eran hijos de Dag Ringsson y uno de los cinco reyes que se opusieron al reinado de Olaf II de Noruega.
Tras fracasar por traición un intento de organizar un ejército contra el rey Olaf, el monarca, advertido del plan, se dirigió con 400 hombres a Ringsaker antes del amanecer y rodeó la casa donde estaban durmiendo los reyes. Todos fueron hechos prisioneros; Ring fue desterrado, su hermano Rørek le arrancaron los ojos y al rey Gudrod le cortaron la lengua, el cuarto fue desterrado de Noruega y Olaf tomó posesión de sus reinos.